# Фаласкозо (Кјети)
Фаласкозо (итал. Fallascoso) је насеље у Италији у округу Кјети, региону Абруцо.
Према процени из 2011. у насељу је живело 83 становника. Насеље се налази на надморској висини од 903 м.